# L'Escapade de Filoche
Pour plus de détails, voir Fiche technique et Distribution.
L'Escapade de Filoche est un film muet français réalisé par Louis Feuillade et sorti en 1915.

## Fiche technique
- Titre : L'Escapade de Filoche
- Réalisation : Louis Feuillade
- Société de production : Société des Établissements L. Gaumont
- Pays d'origine :  France
- Langue : film muet avec les intertitres en français
- Format : Noir et blanc — 35 mm — 1,33:1 — Muet
- Métrage : 554 mètres
- Genre : Comédie
- Durée : 18 minutes et 30 secondes
- Dates de sortie :
  -  France : 23 avril 1915

## Distribution
- Marcel Lévesque : Filoche
- Édouard Mathé : Ulysse
- Musidora : Madame Pichepin
- Suzanne Le Bret : Madame Filoche
- Jean Jacquinet : Philémon
- Maurice Poitel : Pichepin
- Delphine Renot : Mélanie
- Claude Mérelle : la veuve joyeuse
- Marthe Vinot